# هشام نزيه
هشام نزيه (مواليد 23 أكتوبر 1972) هو ملحن ومؤلف موسيقي وممثل ومصور مصري بدأ مسيرته الفنية عام 1992.، ساهم في تأليف الموسيقى التصويرية للعديد من الأفلام منها: تيتو، هيستريا والساحر والسلم والثعبان وبلبل حيران وإكس لارج والفيل الأزرق وغيرهم. وفي عام 2016 بدأ في تأليف الموسيقى الخاصة بمسرحية أخناتون الغنائية التي من المقرر عرضها قريبًا على مسارح نيويورك برودواي.

## دراسته وحياته العملية
اتجه إلى دراسة الهندسة بناءً على رغبة أهله في حصوله على شهادة جامعية، وفي سنة تخرجه قام بتأليف أول موسيقى تصويرية له في فيلم «هيستريا» بطولة أحمد زكي الذي تنبأ بنجاحه، عام 1998.

## أعماله الفنية

### موسيقى تصويرية
- ولاد رزق 3 2024
- كيرة والجن 2022
- مسلسل فارس القمر 2022
- موكب المومياوات الملكية 2021
- مسلسل في كل أسبوع يوم جمعة 2020
- ولاد رزق 2 2019
- الكنز 2 2019
- الفيل الأزرق 2 2019
- تراب الماس 2018
- مسلسل ليالي أوجيني 2018
- الكنز 2017
- الأصليين 2017
- مسلسل أفراح القبة 2016
- ولاد رزق 2015
- مسلسل العهد 2015
- مسلسل نكدب لو قلنا مبنحبش 2013
- الفيل الأزرق 2014
- مسلسل السبع وصايا 2014
- مسلسل نيران صديقة 2013
- مسلسل شربات لوز 2012
- إكس لارج 2011
- مسلسل عرض خاص 2010
- بلبل حيران 2010
- كرسي الفرعون 2010
- إبراهيم الأبيض 2009
- عن العشق والهوى 2006
- تيتو 2004
- سهر الليالي 2003
- حرامية في كى جى تو 2001
- السلم والثعبان 2001
- الساحر 2001
- عمر 2000 2000
- هيستيريا 1998

### تمثيل
- أيس كريم في جليم (1992)

## ملحن
- أغنية (مشوار طويل) لفريق واما (2003)
- أغنية (نص حالة) لأصالة (2009)

## روابط خارجية
- هشام نزيه على موقع IMDb (الإنجليزية)
- هشام نزيه على موقع الدهليز
- هشام نزيه على موقع قاعدة بيانات الأفلام العربية
- هشام نزيه على موقع ميوزك برينز (الإنجليزية)
- هشام نزيه على موقع أول موفي (الإنجليزية)
- هشام نزيه على موقع ديسكوغز (الإنجليزية)
- هشام نزيه على موقع قاعدة بيانات الفيلم (الإنجليزية)
- هشام نزيه على موقع كينوبويسك (الروسية)
- هشام نزيه - علي موقع السينما
- لقاء مع هشام نزيه - اليوم السابع
- الميوزكال اخناتون
- بروداي وارلد عن اخناتون
- هشام نزيه - علي موقع Broadway World
- هشام نزيه - علي موقع IMDB